# Graużyszki (majątek)
Graużyszki – dawny majątek. Tereny, na których był położony, leżą obecnie na Białorusi, w obwodzie grodzieńskim, w rejonie oszmiańskim, w sielsowiecie Graużyszki.

## Historia
W 1538 roku majątek ten był własnością Melchiora Grauży-Snowskiego herbu Dołęga, kasztelana witebskiego. Po jego śmierci wdowa po nim podarowała te i inne dobra Stanisławowi Naruszewiczowi (~1554–1589), kasztelanowi mścisławskiemu i smoleńskiemu. Natomiast wdowa po nim, Halszka z Komajewskich oraz ich syn Albrycht sprzedali ten majątek w 1605 roku Janowi Mikołajowi Korsakowi (~1560–~1620), pisarzowi ziemskiemu oszmiańskiemu i późniejszemu sekretarzowi królewskiemu, który odsprzedał go Szymonowi Butrymskiemu. Jego syn Marcin (?–1640) zapisał Graużyszki swej żonie Halszce z Bychowców, ale ona w następnym roku po śmierci męża sprzedała je Ostafiemu (Eustachemu) Kierdejowi herbu Bełty (~1600–1661), kasztelanowi smoleńskiemu i żmudzkiemu, żonatemu z Zofią Chrapowicką. Po śmierci Ostafiego Graużyszki w wyniku działów rodzinnych dostały się jego średniemu synowi Aleksandrowi, cześnikowi oszmiańskiemu, żonatemu z Anną Owsianą herbu Ostoja. Ich córka Helena (~1650–1715), wychodząc za Mateusza Römera herbu Laski (~1650–1718), podkomorzego trockiego i starostę sumiliskiego, wniosła mu Graużyszki i inne majątki w posagu, a umierając, zapisała je jednemu z synów, Stefanowi (1678–1773). Spadkobiercą Stefana był jego syn Damazy (~1720–1801), kapitan wojsk pruskich w czasie wojny siedmioletniej, później chorąży i podkomorzy województwa trockiego. Po śmierci Damazego Graużyszki odziedziczyła jedna z jego córek Alojza Römerówna, która wniosła je swemu mężowi Michałowi Korsak-Zaleskiemu, sędziemu granicznemu oszmiańskiemu. Po Michale Graużyszki odziedziczył jego młodszy brat Adam (~1780–1867), ostatni polski właściciel tego majątku. Adamowi pozostało 887 dziesięcin ziemi uprawnej oraz dodatkowo lasów, tuż przed śmiercią w 1867 roku sprzedał ten majątek Rosjaninowi Połozowowi, który z kolei sprzedał go w 1896 roku innemu Rosjaninowi Koneńcowowi (Konnencowowi), który go prawdopodobnie rozparcelował. W 1905 roku liczył 46 mieszkańców, własność Bielskich. W latach 30. XX w. majątek Graużyszki dzierżawił ppłk. Witold Chmielewski.
W latach 1921–1945 folwark leżał w Polsce, w województwie wileńskim, w powiecie oszmiańskim, w gminie Graużyszki.
W 1931 w 1 domu zamieszkiwało 8 osób.
Wierni należeli do parafii rzymskokatolickiej w Graużyszkach. Miejscowość podlegała pod Sąd Grodzki w Holszanach i Okręgowy w Wilnie; właściwy urząd pocztowy mieścił się w Graużyszkach.

## Nieistniejący dwór
Prawdopodobnie Römerowie na przełomie XVIII i XIX wieku wznieśli tu (kilometr na północ od miasteczka) swą siedzibę, istniejącą do I wojny światowej. Był to drewniany dom stojący na podmurówce z kamienia polnego, parterowy, lecz w części centralnej dwukondygnacyjny. Tę część poprzedzał portyk w wielkim porządku, którego trójkątny szczyt z półkolistym okienkiem był wsparty na dwóch parach filarów. Filary te stały na tarasie, na który wchodziło się po czterech schodkach. Na wysokości pierwszego piętra portyku był balkon z rzeźbioną balustradą. Narożniki domu były boniowane. Dom był przykryty wysokim, gładkim, gontowym dachem naczółkowym. Wnętrze na parterze mieściło prawdopodobnie osiem niewielkich pokoi, zajmowanych jedynie przez właścicieli. Po obu stronach dziedzińca stały prawdopodobnie oficyny z pokojami gościnnymi i pomieszczeniami gospodarczymi.
Majątek Graużyszki został opisany w 11. tomie Dziejów rezydencji na dawnych kresach Rzeczypospolitej Romana Aftanazego.